# Helvetia-Commodore
Helvetia-Commodore war ein schweizerisches Radsportteam, das von 1988 bis 1992 bestand. Das Team ist nicht zu verwechseln mit dem belgischen Radsportteam Weinmann-Eddy Merckx.

## Geschichte
Das Team wurde 1988 von Paul Köchli gegründet. 1988 beendete es durch Steve Bauer die Tour de Suisse auf dem zweiten Platz, und im gleichen Jahr gewann dieser den Grand Prix des Amériques. Ein Jahr später wurde Gilles Delion hinter Tony Rominger Zweiter bei der Lombardei-Rundfahrt. 1990 hatte das Team das erfolgreichste Jahr, denn neben den Siegen bei der Lombardei-Rundfahrt und Mailand-Turin erreichte es jeweils den zweiten Platz bei La Flèche Wallonne, Lüttich–Bastogne–Lüttich, den dritten Platz bei Mailand-Sanremo sowie einen sechsten Platz beim Amstel Gold Race. 1991 wurden 18 Siege, 1992 14 Siege erzielt. Nach der Saison 1992 wurde das Team aufgelöst.

## Doping
1992 wurde der Schweizer Guido Winterberg bei den Schweizer Meisterschaften positiv getestet.

## Erfolge – Strasse
1988
- Grand Prix des Amériques
- Gesamtwertung Tour de Romandie
- eine Etappe Tour de France
- zwei Etappen Tour de Suisse
- eine Etappe Critérium du Dauphiné
- eine Etappe Étoile de Bessèges
- Tour de Picardie
- Bergwertung und eine Etappe Kellogg’s Tour

1989
- Meisterschaft von Zürich
- eine Etappe Kellogg’s Tour
- Schweizer Meisterschaften – Strassenrennen
- eine Etappe Tour de France
- eine Etappe Tour de Suisse
- eine Etappe Tirreno-Adriatico
- Gran Premio di Lugano
- Berner Rundfahrt
- Tour du canton de Genève
- Trofeo Pantalica

1990
- Coppa Placci
- Mailand-Turin
- zwei Etappen Tirreno-Adriatico
- Tre Valli Varesine
- Lombardei-Rundfahrt
- Nachwuchswertung Tour de France
- eine Etappe GP Tell
- Niederländische Meisterschaften – Strassenrennen

1991
- Schweizer Meisterschaften – Strassenrennen
- Route du Sud
- drei Etappen Tour de Suisse
- vier Etappen Tour de Romandie
- zwei Etappen Tirreno-Adriatico
- zwei Etappen Tour DuPont
- eine Etappe Criterium International
- eine Etappe Critérium du Dauphiné
- eine Etappe Kellogg’s Tour
- Trofeo Laigueglia
- Grote Prijs Beeckman-De Caluwé

1992
- Gesamtwertung und eine Etappe Galicien-Rundfahrt
- Deutscher Meister – Strassenrennen
- Étoile de Bessèges
- eine Etappe Tour de France
- Berner Rundfahrt
- Giro di Romagna
- Classique des Alpes
- Trofeo Matteotti
- eine Etappe Critérium du Dauphiné
- eine Etappe Tour DuPont
- Baden-Baden Paarzeitfahren Dominik Krieger gemeinsam mit Tony Rominger

## Erfolge – Cyclocross
1988
- Weltmeister, Hägendorf
- Schweizer Meisterschaften – Cyclocross

1989
- Schweizer Meisterschaften – Cyclocross

## Grand-Tour-Platzierungen
| Grand Tour            | 1988 | 1989 | 1990 | 1991 | 1992 |
| --------------------- | ---- | ---- | ---- | ---- | ---- |
| Vuelta a EspañaVuelta | –    | –    | –    | –    | –    |
| Giro d’ItaliaGiro     | –    | –    | –    | –    | –    |
| Tour de FranceTour    | 4    | 15   | 15   | 10   | 53   |

## Monumente-des-Radsports-Platzierungen
| Monument                 | 1988 | 1989 | 1990 | 1991 | 1992 |
| ------------------------ | ---- | ---- | ---- | ---- | ---- |
| Mailand–Sanremo          | 25   | 12   | 3    | 6    | 13   |
| Flandern-Rundfahrt       | 18   | 10   | 7    | 47   | 46   |
| Paris–Roubaix            | 7    | 44   | 20   | –    | 53   |
| Lüttich–Bastogne–Lüttich | 11   | 22   | 2    | 22   | 14   |
| Lombardei-Rundfahrt      | 11   | 2    | 1    | 17   | 6    |

## Bekannte ehemalige Fahrer
- Steve Bauer (1988–1989)
- Jean-Claude Leclercq (1988–1992)
- Gilles Delion (1988–1992)
- Dominik Krieger (1989–1992)
- Pascal Richard (1988–1991)
- Mauro Gianetti (1988–1991)
- Rolf Aldag (1990–1992)
- Laurent Dufaux (1990–1992)
- Gérard Rué (1991)
- Beat Zberg (1992)
- Heinrich Trumheller (1992)